# Gauntlet (jeu vidéo, 2014)
Pour les articles homonymes, voir Gauntlet.
Gauntlet est un jeu vidéo de type hack 'n' slash développé par Arrowhead Game Studios et édité par Warner Bros. Interactive Entertainment, sorti en 2014 sur Windows et PlayStation 4.

## Accueil
- Canard PC : 6/10[1]